# تورنیکه اکریاشویلی
تورنیکه اُکریاشویلی(به گرجی: თორნიკე ოქრიაშვილი) (زاده ۱۲ فوریه ۱۹۹۲) یک بازیکن فوتبال اهل گرجستان است. وی در باشگاه فوتبال آنورتوسیس فاماگوستا در پست هافبک تهاجمی بازی می‌کند.
وی پیش تر در ۶ سپتامبر ۲۰۱۶ با باشگاه کراسنودار قراردادی امضا کرد.